# StEG I 466–475
Die StEG I 466–475 waren Engerth-Lokomotiven der Staats-Eisenbahn-Gesellschaft (StEG), einer privaten Eisenbahngesellschaft Österreich-Ungarns.
Die zehn Maschinen gehörten zu einer größeren Anzahl an Engerth-Loks der StEG, die von verschiedenen Herstellern beschafft wurden und sich daher mehr oder weniger voneinander unterschieden.
Die hier besprochenen Fahrzeuge wurden von der Lokomotivfabrik der StEG 1856 geliefert.
Sie bekamen im ersten Bezeichnungsschema der StEG die Nummern 466–475 sowie die Namen TRENTSCHIN, GÜNS, TITEL, BECSKEREK, NAGY-BÁNYA, KLAUSENBURG, KRONSTADT, TANCSOVA, FÜNFKIRCHEN und GROSSWARDEIN.
Im Bezeichnungsschema von 1873 bekamen die Maschinen die Nummern 728–737 und die Kategorie IVh zugeordnet.
1897 kamen die verbliebenen fünf Lokomotiven als 3251–3255 in das dritte Bezeichnungsschema der StEG.
Als die StEG 1909 verstaatlicht wurde, befanden sie sich nicht mehr im Lokomotivbestand.